# Decolorante
Con il nome di decolorante o sbiancante si indicano vari composti chimici che hanno natura chimica ed applicazioni pratiche differenti, ma che hanno in comune la capacità di rendere più bianca una superficie.

## Gli sbiancanti nell'industria cartiera
Nel 1774 il chimico svedese K.W. Scheele introdusse l'uso del cloro per sbiancare la carta.
Anche il solfato di sodio è stato utilizzato in passato.
Oltre ai composti a base di cloro e al solfato di sodio, anche l'ammoniaca può essere utilizzata durante l'operazione di sbiancamento della carta.
Nell'operazione di sbiancamento della carta si utilizzano anche enzimi, tra cui la xilanasi. Si parla in questo caso di bioleaching.

## Gli sbiancanti nell'industria alimentare
Gli sbiancanti vengono anche utilizzati nell'industria alimentare. Fino al 1998, ad esempio, era impiegati per lo sbiancamento della farina (tramite ad esempio diossido di cloro) ma tale pratica oggi vietata.

## Gli sbiancanti nel campo tessile
Gli sbiancanti utilizzati nel campo tessile hanno il compito di rendere più bianchi i tessuti, sia prima della loro colorazione durante il processo produttivo (ad esempio acido glicolico), sia durante il lavaggio del prodotto finito.
Si dividono in candeggianti (attivi alle temperature più alte) ed enzimi.
Sono in genere composti a base di ipoclorito di sodio (candeggina), perossido di idrogeno (perossido di idrogeno|acqua ossigenata) o ammoniaca.
Gli sbiancanti vengono commercializzati in diverse forme e concentrazioni: per vestiti e stoffe varie, o con aggiunta di disinfettante o abbinato ad agenti lavanti per poter essere utilizzato direttamente nel cestello della lavatrice.

### Sbiancanti ottici
Gli sbiancanti possono inoltre venire additivati da azzurranti ottici: si tratta di sostanze che, rimanendo depositate sui tessuti, assorbono parte della radiazione incidente nella regione invisibile dell'ultravioletto incidente e la riflettono a lunghezze d'onda più lunghe, nella parte superiore dello spettro visibile. In questo modo, essi  rendono lo spettro riflesso più ricco di azzurro e quindi il tessuto apparentemente più bianco. Ma non sono dei veri e propri sbiancanti, in quanto il loro effetto schiarente è solo apparente (sbiancamento ottico), a differenza degli sbiancanti veri e propri, che inducono delle trasformazioni chimiche di ossidazione.

## Gli sbiancanti per peli e capelli
I decoloranti sono utilizzati (a concentrazioni relativamente basse rispetto agli altri utilizzi) per l'applicazione sui capelli, o in forma particolarmente delicata con sostanze emollienti e idratanti per la stesura su peluria di corpo e viso che si voglia rendere quasi invisibile.

## Gli sbiancanti per denti

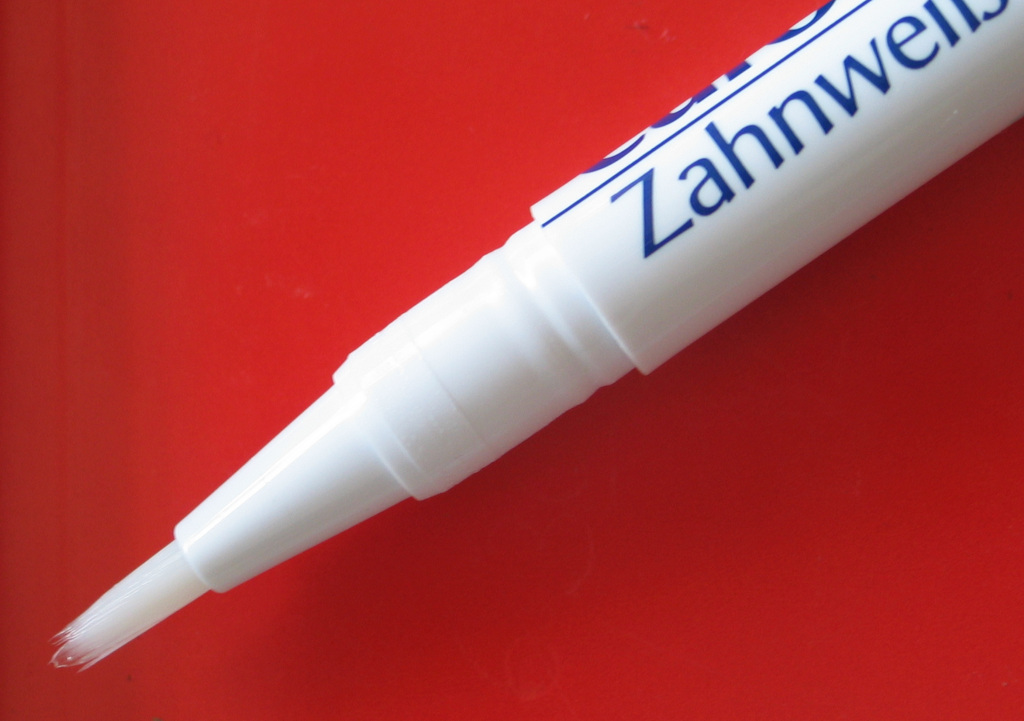
Confezione di sbiancante per denti

Lo sbiancamento dentale (in inglese bleaching) ha lo scopo di rendere più bianchi i denti.
Consiste nell'applicazione, sugli elementi dentari interessati, di un composto a base di perossido di carbammide (o di perossido di idrogeno) in determinate concentrazioni il quale, dopo un tempo variabile (che normalmente si aggira intorno ai 15-30 minuti), consente lo "schiarimento" dei denti.
Il tempo di applicazione può essere diminuito amplificando l'effetto del perossido grazie all'ausilio di specifiche lampade a luce calda.
È importante precisare che non sempre lo sbiancamento produce gli effetti desiderati, infatti una serie di variabili può influire negativamente sul risultato finale, per cui è necessario rivolgersi a dentisti seri e qualificati che possano fornire ogni genere di ragguaglio in merito.
Oltre allo sbiancamento professionale (da effettuarsi presso centri medici specializzati) esistono sul mercato anche
prodotti cosmetici ad uso domiciliare, che possono essere acquistati in farmacia.